# Saint-Antoine (Gironde)
 Saint-Antoine korábbi község Franciaország Új-Aquitania régiójában, Gironde megyében. 2016. január 1-jén Aubie-et-Espessas és Salignac korábbi községgel egyesült és az így létrejött Val de Virvée új község része lett.
Lakosainak száma 418 fő (2018. január 1.).

## Földrajz
Saint-Antoine Virsac községgel határos.

## Adminisztráció
Polgármesterek:
- 1983–2020 Jean-Paul Brun

## Demográfia
| Lakosok száma | 184  | 244  | 341  | 296  | 285  | 447  | 390  | 383  | 415  | 418  |
|               | 1962 | 1968 | 1982 | 1990 | 1999 | 2008 | 2011 | 2013 | 2017 | 2018 |

## Látnivalók
- Saint Antoine templom